# Stefano Barrera
Stefano Barrera (* 12. ledna 1980 Syrakusy, Itálie) je bývalý italský sportovní šermíř, který se specializoval na šerm fleretem. Itálii reprezentoval v prvním desetiletí jednadvacátého století. V roce 2006 obsadil třetí místo na mistrovství světa v soutěži jednotlivců. S italským družstvem fleretistů vybojoval v roce 2008 a 2009 titul mistrů světa a v roce 2009 titul mistrů Evropy.